# Brendlstall

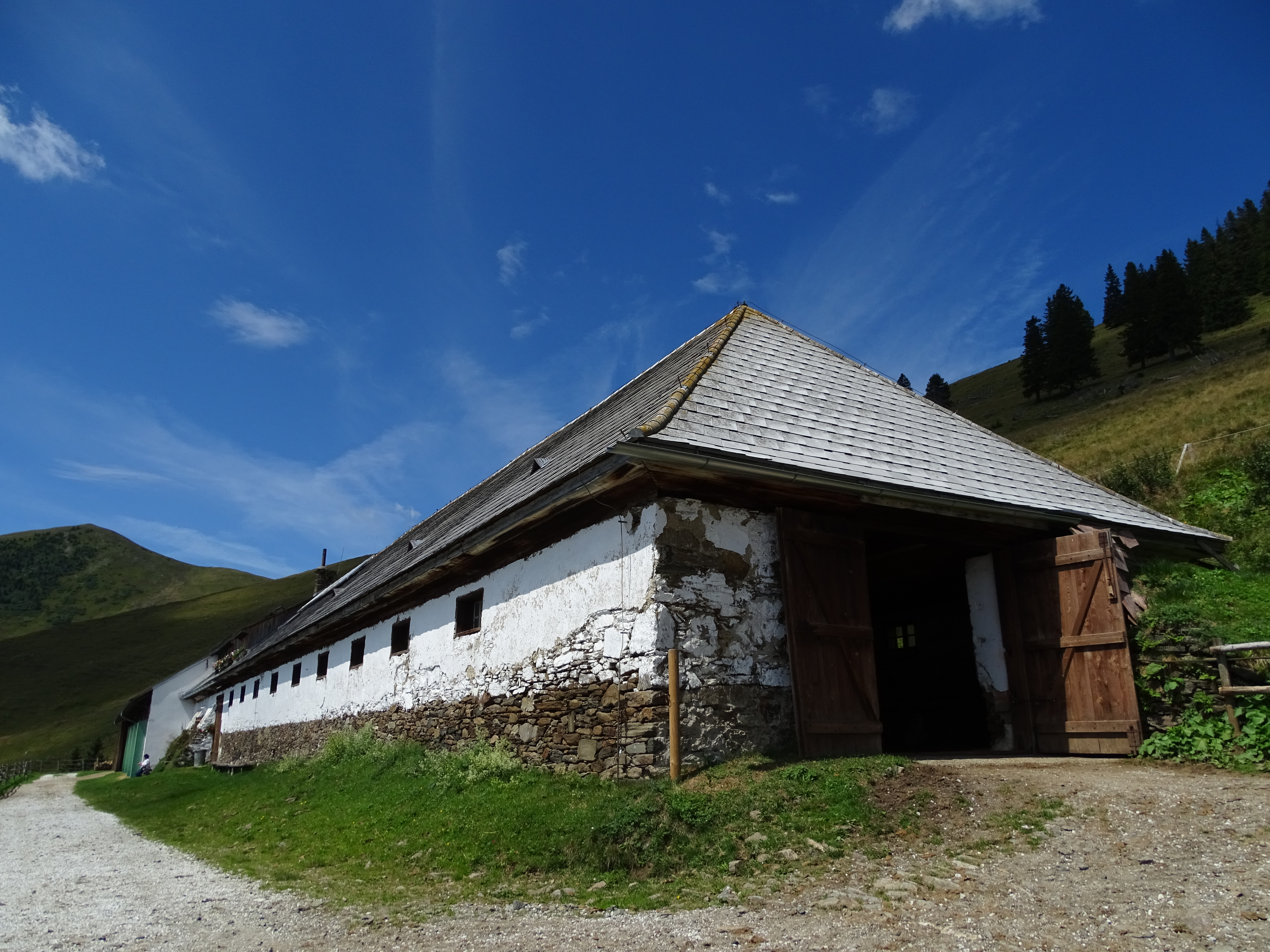
Der Brendlstall im August 2019

Der Brendlstall, auch Prendlstall genannt, ist eine Almhütte am Roßbachkogel in der Gemeinde Kainach bei Voitsberg in der Weststeiermark. Zusammen mit der zugehörigen Brendlalm dient er als Sommerweide der Lipizzanerstuten des Bundesgestütes Piber. Die Geschichte der Alm lässt sich bis auf das 15. Jahrhundert zurückverfolgen.

## Name
Der Namensteil Brendl- oder Prendl- leitet sich vom althochdeutschen Wort Brendel/Prendel ab, welches eine Almwirtschaft oder Sennerei bezeichnet. Laut Grundbuchseintrag lautet der korrekte Name des Gebietes Prentlalpe.

## Standort und Lage

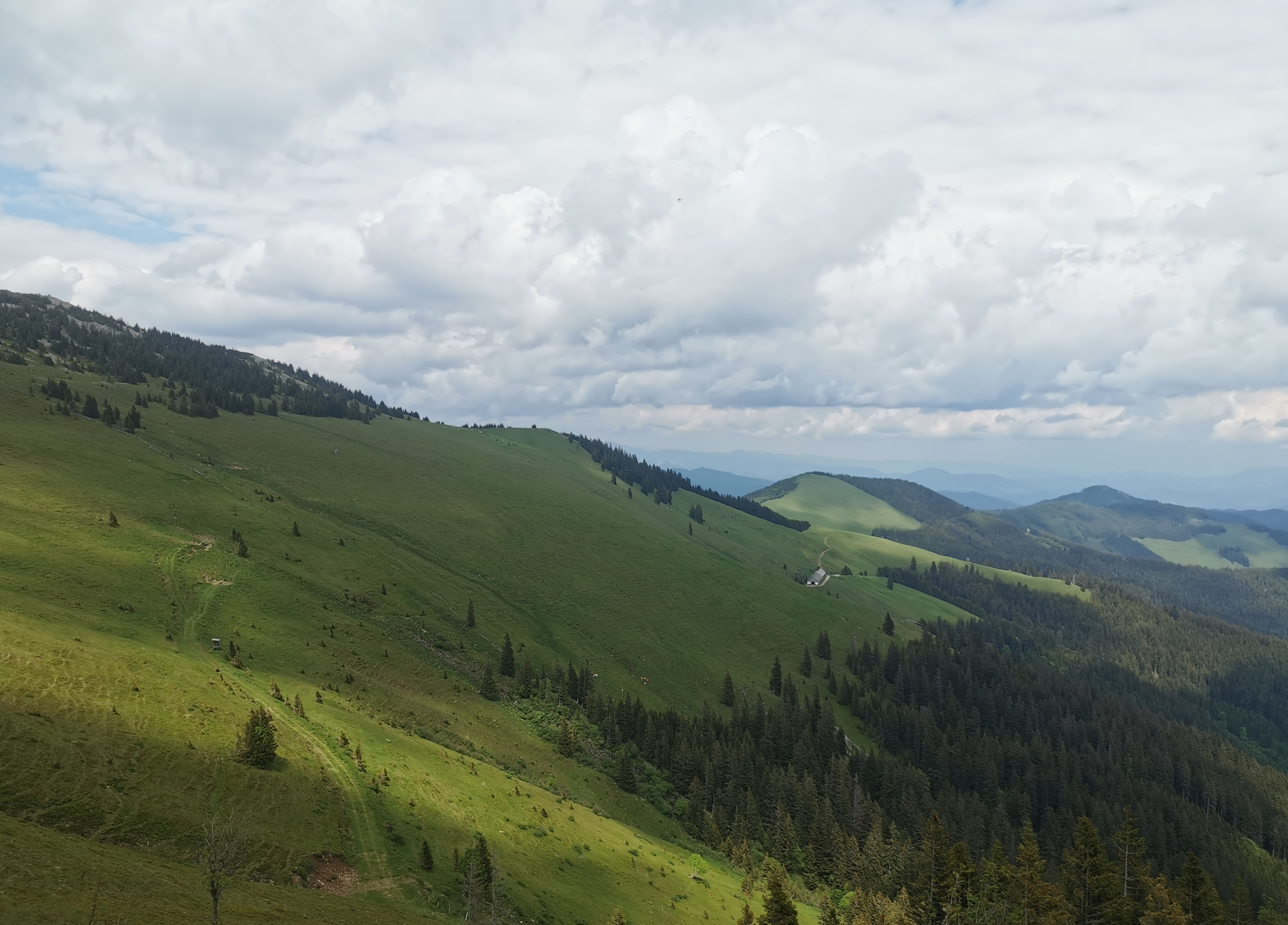
Brendlalm und Brendlstall. Blick von der Südflanke des Roßbachkogels nach Osten

Der Brendlstall befindet sich auf dem Gebirgszug der Gleinalpe, am südöstlichen Hang des Roßbachkogels auf einer Seehöhe von 1497 Metern. Er gehört zur Katastralgemeinde Gallmannsegg der Gemeinde Kainach bei Voitsberg und hat die Adresse Gallmannsegg 63. Über die Brendlalm führen mehrere Wanderwege, unter anderem auch zum Gleinalmsattel.
Das Gebiet der Brendlalm ist 99,67 Hektar groß, wovon 1,11 Hektar auf Waldflächen und 0,28 Hektar auf Bauflächen entfallen. Der Rest ist Weidefläche.

## Geschichte
Auf dem Gebiet der Schanzwiese wurden Reste einer Befestigungsanlage aus der Zeit um 1000 gefunden. Das Gebiet der Brendlalm gehörte im 15. Jahrhundert zur Burg Hauenstein und wurde zusammen mit anderen Almgebieten am 16. November 1443 an Hans von Laun verliehen. Um 1623 wurde die Alm mit der dort befindlichen Sennerei von Georg Stürgkh gepachtet. Nachdem das Stift St. Lambrecht und damit auch die Propstei Piber am 4. Januar 1786 aufgehoben wurden, ging die Brendlalm an die Domäne des Religionsfonds und wurde von der k. k. Forst- und Domänenverwaltung verwaltet. Die Sennerei wurde nach der Errichtung des Bundesgestütes Piber zu einem Pferdestall, dem Brendlstall, ausgebaut.
Seit dem 20. Jahrhundert gehört die Brendlalm und der Brendlstall den Österreichischen Bundesforsten und wird seit den 1920er-Jahren vom Bundesgestüt Piber gepachtet. Das Gestüt nutzt die Alm als Sommerweide für die jungen Lipizzanerstuten, welche hier die ersten drei Jahre ihres Lebens grasen.
Im Jahr 2018 war die Brendlalm neben dem Duisitzkarsee und der Wallfahrtskapelle Schüsserlbrunn eine der drei möglichen steirischen Kandidaten der ORF-TV-Show 9 Plätze – 9 Schätze, welche per Telefonabstimmung gewählt werden konnten. Aus der Abstimmung ging Schüsserlbrunn als Gewinner hervor.